# 瓦斯科·努涅斯·德·巴尔沃亚
巴斯克·努涅斯·德·巴尔沃亚（西班牙語：Vasco Núñez de Balboa；1475年—1519年1月12-21日間），文艺复兴时期欧洲探险家。他来自偏远的西班牙西部地区，为埃斯特雷马杜拉的许多征服者之一。
在从伊斯帕尼奥拉岛因破产逃出来后，他又对巴拿马地峡进行了探险，并率领一队欧洲人首次看见了太平洋，他在今哥伦比亚建立了被称为圣玛丽亚-拉安蒂瓜德尔达里恩的殖民地，成为了新殖民地的首任总督，后被其继任者逮捕处死。

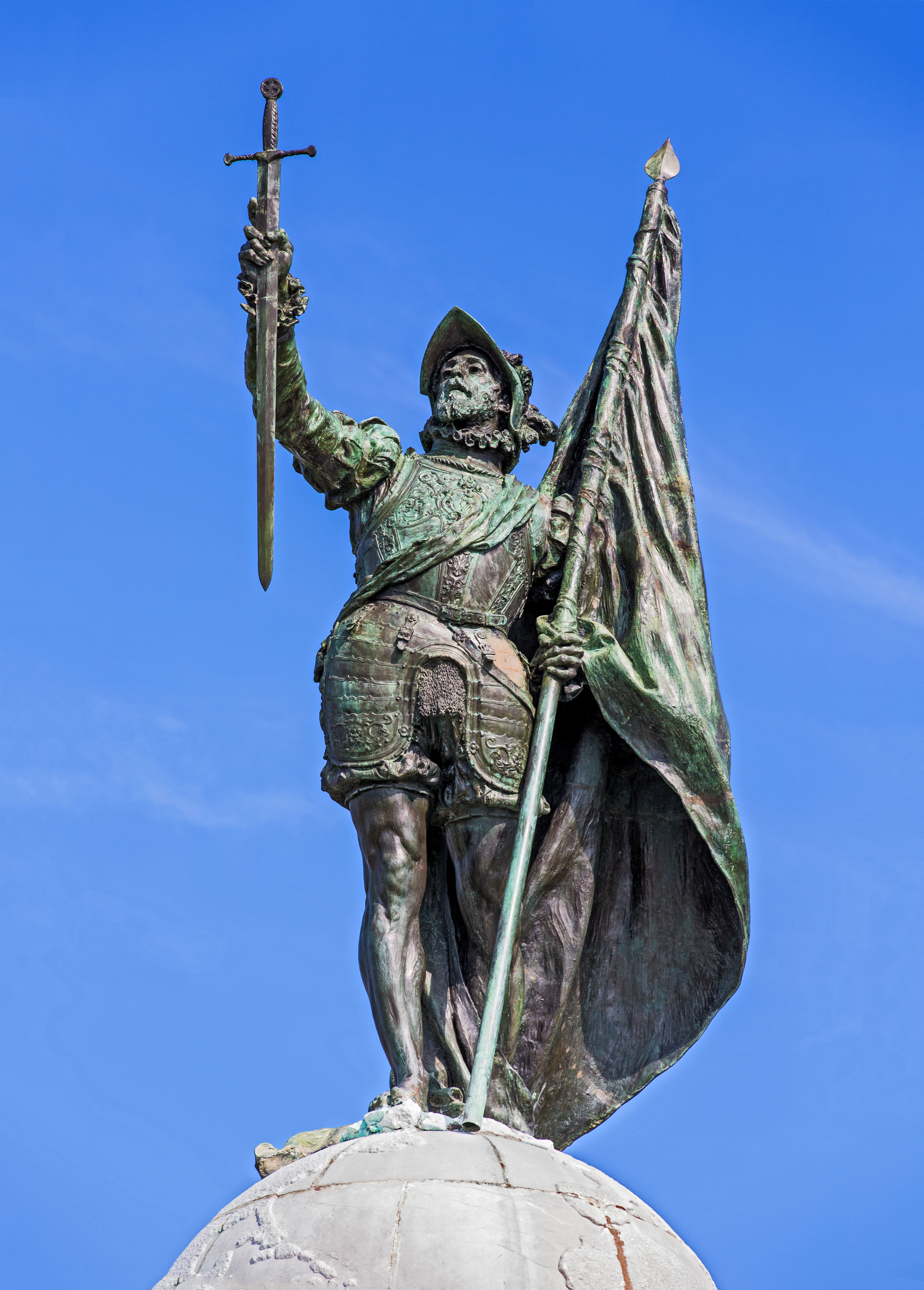

## 生平
巴尔沃亚出身低级贵族家庭。1500年去美洲探险。在伊斯帕尼奥拉岛垦荒失败后，随探险队到今哥伦比亚乌拉巴湾。在他的建议下，探险队穿过乌拉巴湾去到巴拿马地峡的達連，建立新大陆第一个永久性殖民地－圣玛丽亚-拉安蒂瓜德尔达里恩。1511年西班牙国王费南多二世正式任命他为圣玛丽亚-拉安蒂瓜德尔达里恩临时总督和军事指挥官。他分化印第安人，软硬兼施，掠夺、剥削和欺诈印第安人。他从印第安人得知，南方有大海，大海之滨遍地黄金。巴尔沃亚派密使回西班牙，要求派遣援军远征。但当时西班牙国王听信谗言，不再信任他，于是任命佩德罗·阿里亚斯·达维拉为舰队司令兼任总督。巴尔沃亚未待援军到达，于1513年9月1日率队出发，于9月25日（一说27日）登上丘库纳克河沿岸的山顶，见到了太平洋，当时称为“南海”（相对于北海，即加勒比海）。几天后到达太平洋沿岸的圣米格尔湾。这个巨大发现使得他重新获得国王的信任，被任命为南海地区和巴拿马与科伊瓦省的总督，但仍受佩德罗·阿里亚斯·达维拉管辖。巴尔沃亚与其长期不和，1519年被后者以叛乱、卖国等罪名斩首。

## 延伸阅读
- 茨威格. . 由舒昌善翻译. 北京: 生活·读书·新知三联书店. 2009.6. ISBN 978-7-108-03115-0.
- Asenjo García, Frutos. . Madrid: Sílex Ediciones. November 1991. ISBN 84-7737-034-6.
- Christman, Florence.  4th. San Diego: San Diego Historical Society. 1985. ISBN 0-918740-03-7.
- Garrison, Omar V. . Barcelona: Editorial Grijalbo. January 1977. ISBN 84-253-0748-1.
- (Online book)Historia General de las Indias （页面存档备份，存于）. Chapters LVII to LXVI. Francisco López de Gómara. Medina del Campo, 1553; Zaragoza, 1555
- (PDF format )Compendio de Historia de Panamá . pp. 156 – 171. Juan B. Sosa y Enrique J. Arce. Panamá, October, 1911
- Encyclopedia Ilustrada Cumbre - Tomo 10. pp. 186 – 188. 32nd edition - 1993. Editorial Hachette Latinoamérica, S. A. de C. V., México. ISBN 970-611-125-5
- Historia general y natural de las Indias. Gonzalo Fernández de Oviedo y Valdés. Madrid, 1850
- Relación de los sucesos de Pedrarias Dávila. Pascual de Andagoya. III. Madrid, 1829
- Balboa on win.tue.nl